# Gölen (Blåviks socken, Östergötland)
Gölen är en sjö i Boxholms kommun i Östergötland och ingår i Motala ströms huvudavrinningsområde.